# Eunidia coiffaiti
Eunidia coiffaiti är en skalbaggsart som beskrevs av Stefan von Breuning 1977. Eunidia coiffaiti ingår i släktet Eunidia och familjen långhorningar.
Artens utbredningsområde är Gabon. Inga underarter finns listade i Catalogue of Life.